# Patio

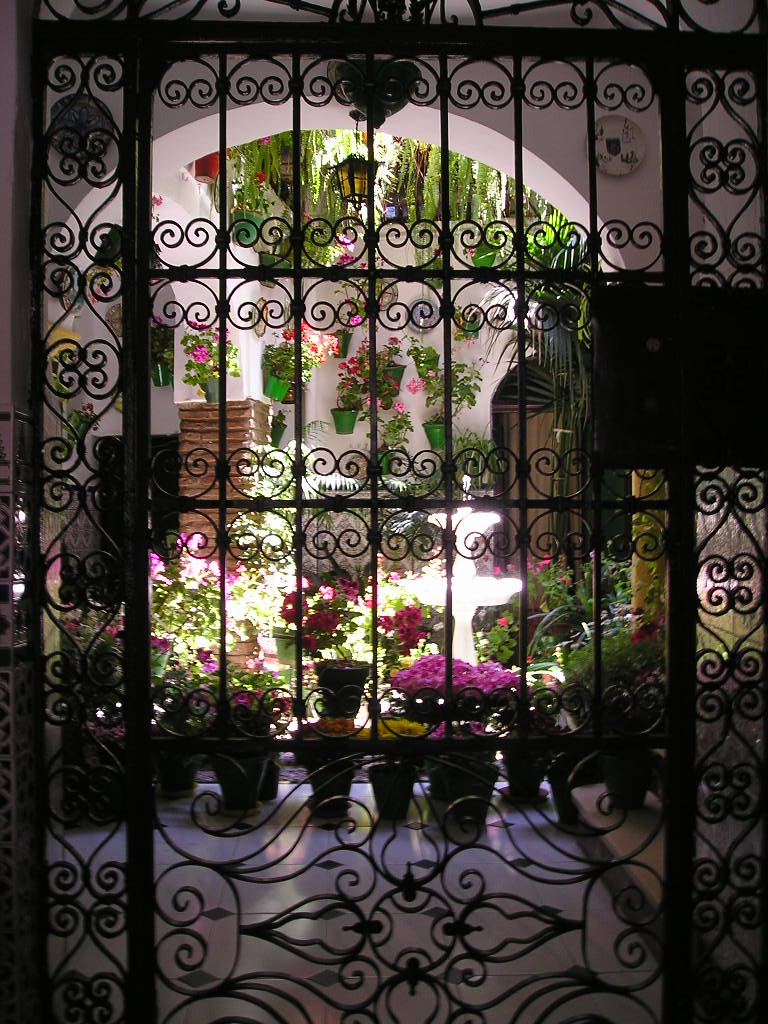
Patio egy córdobai házban

A patio (ejtsd: „pátió”, spanyol: „udvar”) egy ház belső – általában szögletes és kis alapterületű – fedetlen udvara. Ősi építészeti hagyományokra tekint vissza: már a rómaiak is használták az esővíz elvezetésére és gyűjtésére. Ma Spanyolországban, főleg Andalúziában gyakoriak.

## Kialakítása és szerepe
A patiókat vagy minden oldalról a ház épületelemei határolják, vagy agyagfal választja el őket a szomszédos udvaroktól, illetve az utcától. Mai szerepük főként a pihenés, kikapcsolódás lehetővé tétele, valamint a magánélet nyugalmának biztosítása és az elhatárolás az idegenekkel szemben. Közepén általában szökőkút áll; növényekkel, virágágyásokkal díszítik. A magasabb építésű lakóházakban a természetes megvilágítás biztosítására is használják.

## A szó eredete
Az azonos, latin eredetű spanyol szóból, melynek végső forrása a latinban mindmáig tisztázatlan. Régebben a patere „nyitva állni” igéből eredeztették, illetve annak egy feltételezett patulus származékából. Újabban úgy vélik, hogy a pactare, pactum, pactus szócsaláddal lehet kapcsolatban („egyezséggel megszerzett föld” vagy „értéktelen telek”), melynek egy vélt késői latin változata, a patuum, talán az okcitán pàtu közvetítésével került a spanyolba.